# Provincia di Hau Giang
Hau Giang (vietnamita: Hậu Giang) è una provincia del Vietnam, della regione del Delta del Mekong. Occupa una superficie di 1.601,1 km² e ha una popolazione di 808.500 abitanti. 
La capitale provinciale è Vị Thanh. 

## Distretti
Di questa provincia fanno parte una città (Vị Thanh), una città (Ngã Bảy) e i distretti di:
- Châu Thành
- Châu Thành A
- Long Mỹ
- Phụng Hiệp
- Vị Thủy